# 郭纹霓
郭纹霓（Winnie Kok，3月16日—），原名郭美君，出生于马来西亚彭亨州劳勿，马来西亚女歌手、主持人，擅长舞蹈和电子风琴。

## 生平
1992年，郭纹霓代表马来西亚在新加坡参加日本富士电视《Asia Bagus!》歌唱比赛，获得冠军；之后赴日本东京参加总决赛，获得季军。1998年，受邀成为吉隆坡共运会闭幕式演出的华语歌手。
1999年，推出首张华语专辑《恋爱快乐》；同年，参与主持印度尼西亚《Asia Bagus!》歌唱比赛。
2000年，在TV1主持节目，并成为首位马来西亚华裔百事可乐代言人。 同年，开始参与演唱《八大巨星》贺岁专辑。
2001年，荣获《南洋商报》主办“新世纪南洋十大歌星奖”。2003年，进军马来语乐坛； 并再度荣获“南洋十大歌星奖”。
2005年，成立自己的制作公司，从事活动策划。
2008年，在印度尼西亚推出首张马来语专辑。 2009年签约华纳音乐，并在2010年推出专辑《靠近我》。
2017年，马来西亚十大杰出青年奖文化成就奖入围。2018年，获得首届亚洲网红购物嘉年华及颁奖典礼“亚州最具影响力网红奖”。

## 作品

### 个人专辑
- 1999年，华语专辑《恋爱快乐》
- 2000年，华语专辑
- 2003年，华语专辑《唱》
- 2008年，马来语专辑
- 2010年，华语专辑《靠近我》
- 2019年，华语贺岁专辑《今年一定胜往年》[10]

### 单曲
- 2010年，马来西亚羽球公会主题曲《加油》
- 2014年，[11]